# Cyanophrys herodotus
Cyanophrys herodotus is een vlinder uit de familie van de Lycaenidae. De wetenschappelijke naam van de soort is voor het eerst geldig gepubliceerd in 1793 door Johann Christian Fabricius. De soort komt voor in de Nieuwe Weteld van Mexico verder zuidwaarts tot en met Argentinië.

## Synoniemen
- Thecla leucania Hewitson, 1868
- Thecla sicrana Jones, 1912
- Thecla detesta Clench, 1946
- Cyanophrys circumcyanophrys D'Abrera, 1995
- Cyanophrys amyntoides D'Abrera, 1995
- Cyanophrys sicranoides D'Abrera, 1995
- Callophrys brazilensis D'Abrera, 1995
- Cyanophrys amyntoides Johnson & Le Crom, 1997
- Cyanophrys distractus howei Johnson & Le Crom, 1997
- Cyanophrys pseudocallophria Johnson & Le Crom, 1997
- Cyanophrys descimoni Johnson & Le Crom, 1997
- Cyanophrys gigantus Johnson & Le Crom, 1997
- Cyanophrys rachelae Johnson & Le Crom, 1997
- Plesiocyanophrys ricardo Johnson & Kruse, 1997
- Plesiocyanophrys brazilensis Johnson & Kruse, 1997
- Cyanophrys sullivani Johnson & Kruse, 1997